# Kýros Rezá Pahlaví
Kýros Rezá Pahlaví (* 31. října 1960 Teherán) je od roku 1980 hlava dynastie Pahlaví a titulární íránský šáh (v exilu).
Narodil se jako nejstarší syn šáha Muhammada Rezá Pahlavího a jeho ženy Farah Pahlaví (rozené Diba). Od roku 1967 do zrušení monarchie roku 1979 byl íránským korunním princem a od roku 1980 je po smrti svého otce titulárním íránským šáhem a hlavou dynastie Pahlaví. Jeho formální titul je Jeho císařská Výsost Rezá Šáh Pahlaví II., ale on sám používá jen titul Jeho císařská Výsost Rezá Pahlaví.
V roce 1978 odjel do Spojených států amerických, aby tam dokončil své středoškolské vzdělání. Absolvoval výcvikový program na letadlové základně v Lubbocku ve státě Texas jako pilot tryskového stíhacího letounu. Navštěvoval Williamsovu kolej ve Williamstownu ve státě Massachusetts, později studoval na Univerzitě Jižní Kalifornie, kde promoval z politických věd. Do Íránu se již nevrátil, protože než dostudoval, proběhla v Íránu islámská revoluce a byla vyhlášena republika. Zůstal tedy s rodinou v exilu, nejprve v Maroku a Egyptě. V roce 1984 přesídlil definitivně do Spojených států amerických.
V červnu 2025 vyzval ke svržení íránského režimu a sám se nabídl jako prozatímní vůdce nové vlády, která by podle něj mohla vzniknout.

## Rodina
V Spojených státech amerických se 12. června 1986 oženil s Yasminou Etemad Amini. Yasmina vystudovala práva na Univerzitě George Washingtona. Žijí v Potomacu ve státě Maryland a mají tři dcery:
- Núr (* 3. 4. 1992)
- Imán (* 12. 9. 1993)
- Farah (* 17. 1. 2004)

## Externí odkazy

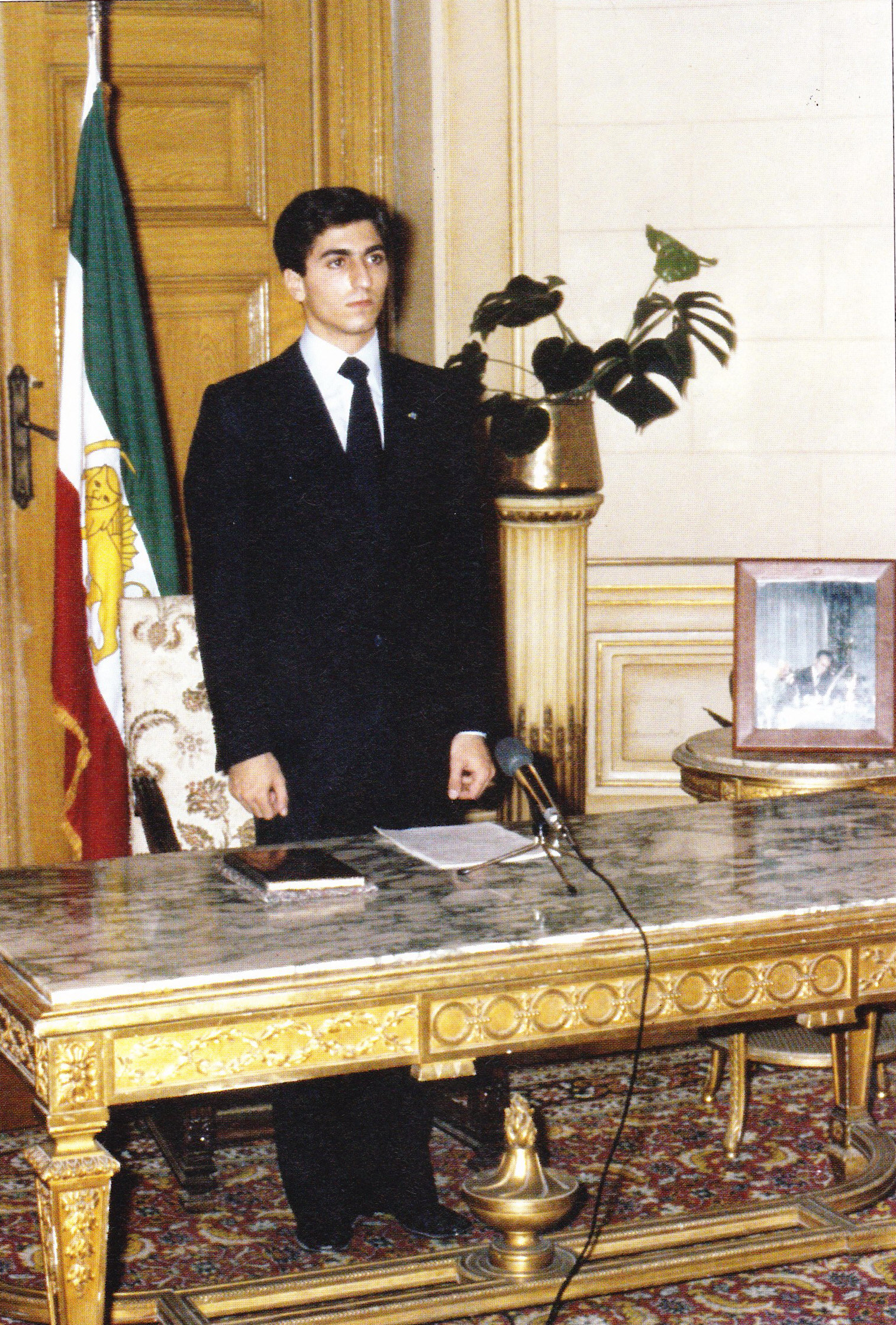
Pahlaví v roce 1980 promlouvá z exilu k íránskému lidu